# Thạch Giám
Thạch Giám là thị trấn huyện lỵ của huyện Tương Dương, tỉnh Nghệ An, Việt Nam.

## Địa lý
Thị trấn Thạch Giám nằm ở trung tâm huyện Tương Dương, có vị trí địa lý:
- Phía đông giáp xã Tam Thái
- Phía tây giáp xã Xá Lượng
- Phía nam giáp xã Tam Hợp
- Phía bắc giáp xã Yên Na.

Thị trấn Thạch Giám có diện tích 69,30 km², dân số năm 2018 là 7.600 người, mật độ dân số đạt 110 người/km².

## Lịch sử
Trước đây, Thạch Giám là một xã thuộc huyện Tương Dương.
Ngày 17 tháng 4 năm 1965, Bộ trưởng Bộ Nội vụ ra Quyết định số 143-NV chia xã Thạch Giám thành 2 xã Thạch Giám và Tam Thái.
Ngày 22 tháng 7 năm 1989, Hội đồng Bộ trưởng ra Quyết định số 92-HĐBT thành lập thị trấn Hòa Bình, thị trấn huyện lỵ huyện Tương Dương trên cơ sở tách một phần diện tích và dân số của xã Thạch Giám.
Năm 2018, thị trấn Hòa Bình có diện tích 1,60 km², dân số là 3.700 người, mật độ dân số đạt 2.313 người/km², gồm 6 khối: Hòa Đông, Hòa Nam, Hòa Trung, Hòa Tây, Hòa Bắc, Hòa Tân. Xã Thạch Giám có diện tích 87,70 km², dân số là 5.200 người, mật độ dân số đạt 59 người/km².
Ngày 17 tháng 12 năm 2019, Ủy ban Thường vụ Quốc hội ban hành Nghị quyết 831/NQ-UBTVQH14 về việc sắp xếp các đơn vị hành chính cấp xã thuộc tỉnh Nghệ An (nghị quyết có hiệu lực từ ngày 1 tháng 1 năm 2020). Theo đó:
- Giải thể xã Thạch Giám
- Sáp nhập toàn bộ 67,70 km² diện tích tự nhiên và 3.900 người của 7 bản: Mon, Phòng, Chắn, Khe Chi, Mác, Lau, Nhẵn của xã Thạch Giám vào thị trấn Hòa Bình để thành lập thị trấn Thạch Giám
- Sáp nhập bản Thạch Dương của xã Thạch Giám vào xã Xá Lượng và sáp nhập bản Cây Me của xã Thạch Giám vào xã Tam Thái.

Sau khi thành lập, thị trấn Thạch Giám có diện tích 69,30 km², dân số là 7.600 người.